# Ficinia paradoxa
Ficinia paradoxa är en halvgräsart som först beskrevs av Heinrich Adolph Schrader, och fick sitt nu gällande namn av Christian Gottfried Daniel Nees von Esenbeck. Ficinia paradoxa ingår i släktet Ficinia och familjen halvgräs. Inga underarter finns listade i Catalogue of Life.